# Трюк
Трюк определяется как эффектный искусный манёвр или технический приём, как правило, опасный или невыполнимый для неподготовленного человека. При определённом уровне знаний или подготовки трюк может быть выполнен успешно. Успешное выполнение того или иного трюка является показателем профессионализма исполнителя.
Трюки используются в разных видах искусства, в частности, в цирковом искусстве (фокусы, акробатические трюки) и в кинематографе.
Большинство трюков имеют собственное название распространённое в среде специалистов, в которой и применяются. Трюк или фокус иногда называют кунстштюком.

## Трюки в кинематографе
Исполнителей трюков в кинематографе принято называть «каскадёрами». В разных странах существуют объединения и ассоциации каскадёров, каждая из которых имеет определённый круг специализаций. Основной принцип любого исполнителя трюков в том, что ни один трюк не должен стоить жизни.

### Трюки внемом кино
Трюк — комедийный приём, но в отличие от гега для его осуществления требуется сложное оснащение. Трюк с автомобилем, который пролетает сквозь кирпичную стену и остаётся невредимым, сам по себе смешон, но его нельзя выполнить без технической подготовки. Для выполнения трюков использовали как механические приспособления, так и специальные приёмы киносъёмки — ускоренную, замедленную, обратную и, конечно, приём «стоп-камера». Люди, которые их осуществляли, назывались трюкменами.
В помощь режиссёрам на кистоунских студиях было организовано «бюро смеха», где имелись картотеки курьёзных анекдотов, смешных положений и остроумных высказываний, которые заимствовались из различных юмористических журналов и книг.

### Рекорды в кинематографе
Самое большое число трюков за всю историю кинематографа выполнил актёр и режиссёр Джеки Чан (он участвовал более чем в 70 фильмах).
Самый дорогой трюк был выполнен во время съёмок фильма «Титаник» (1997), при участии более ста каскадёров (сцена падения людей во время погружения корабля под воду). Затраты составили около 3 млн. долларов.
Самый большой гонорар одному человеку был выплачен за трюк, в котором Саймон Крейн перебрался по тросу из одного летящего самолёта в другой, летевший следом на высоте 4752 метра. Трюк был один раз осуществлён для фильма «Скалолаз» с Сильвестром Сталлоне в 1993 году. Гонорар составил 1 миллион долларов и был выплачен из гонорара Сильвестра Сталлоне.